# Universidad de Flensburgo
La Universidad de Flensburgo (en alemán: Europa-Universität Flensburg) es una universidad en la ciudad de Flensburgo, Alemania. Fue fundada en 1994 y es la más septentrional de las universidades alemanas. A pesar de tener el estatus de universidad y el derecho a otorgar doctorados, la Universidad de Flensburgo ofrece, principalmente, grados de Educación y de Ciencias sociales. Sus características especiales incluyen también estudios conjuntos germano-daneses en cooperación con la Universidad de Dinamarca del Sur en Sønderborg, que implican una asociación con la Fachhochschule de Flensburgo.

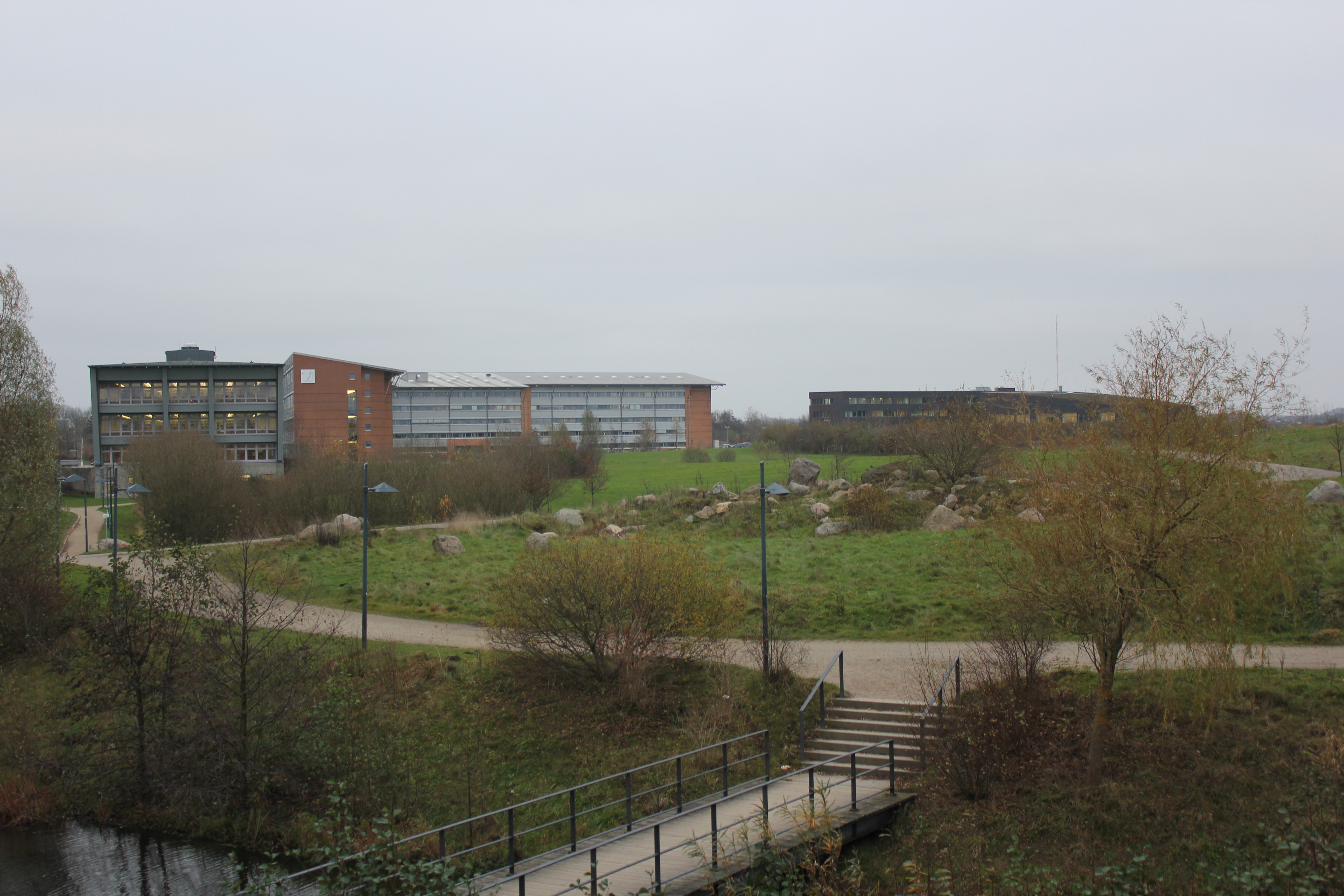
Campus de la Universidad de Flensburgo.

La universidad tiene unos 200 empleados permanentes y más de 400 profesores visitantes y lectores. En el semestre de invierno de 2006/2007, la Universidad recibió alrededor de 4.200 estudiantes, pero en el semestre de invierno del curso anterior la cifra fue de solo 2.566. En el semestre de invierno de 2006/2007, los estudios más demandados fueron el grado en la Enseñanza de las Ciencias, con 1977 solicitantes, seguido del grado en Gestión Internacional, con 547 candidatos. El grado en Ciencias de la Comunicación y la Enseñanza fue suprimido.

## Campus de Flensburgo

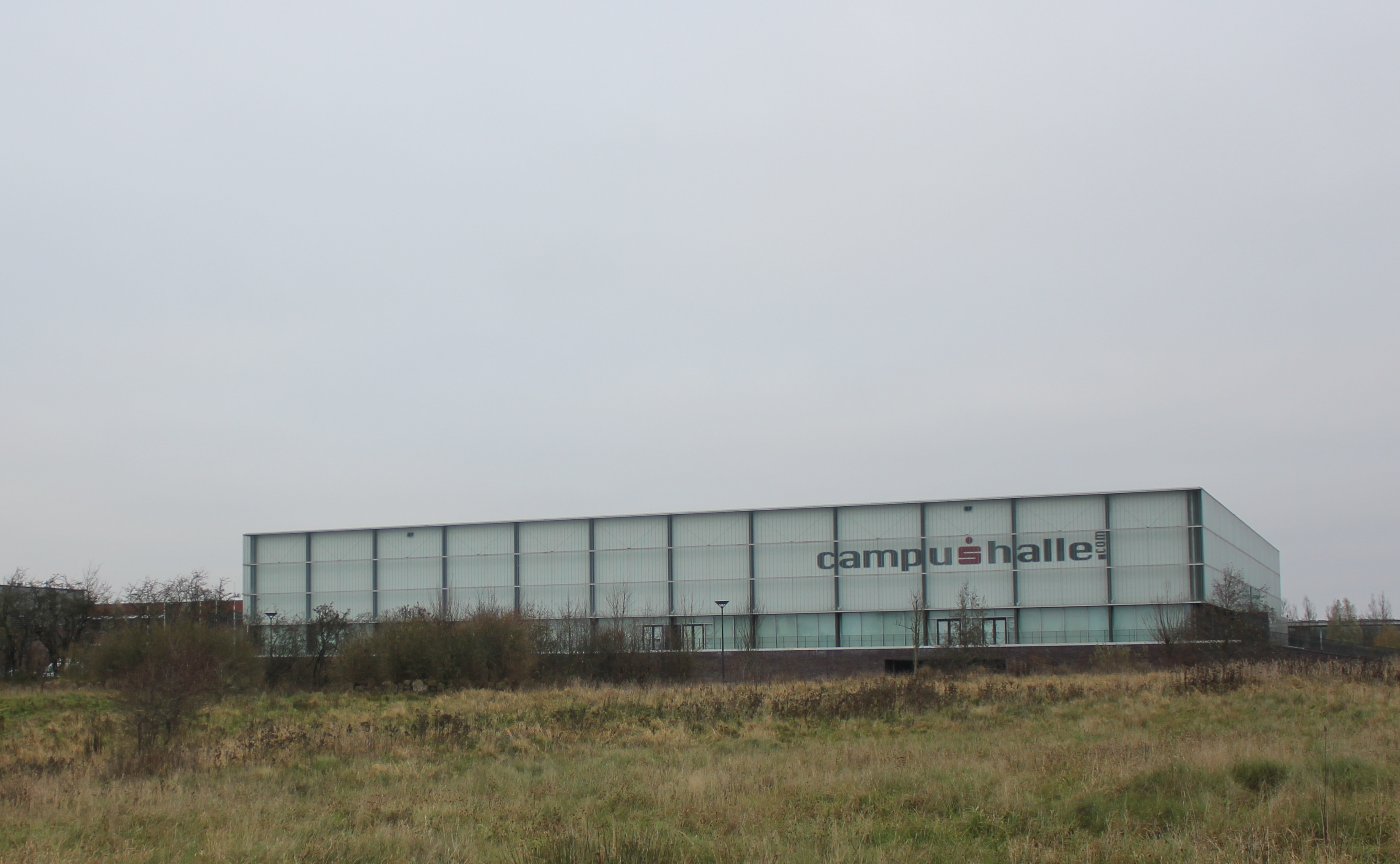
Campushalle

La Universidad de Flensburgo comparte algunas instalaciones con el Hochschule Flensburg. La infraestructura del campus incluye un auditorio (llamado Audimax), una sala de conferencias, la biblioteca central, una amplia zona de parque, residencias de estudiantes, una jardín de infancia, zona de deportes y gimnasio, comedor (Mensa), varias cantinas y un bar de estudiantes, un centro de deportes acuáticos y una capilla. La principal estación de tren está aproximadamente a una milla de la universidad. La playa dista a unos 5 km del campus.

## Facultades
La universidad cuenta con cinco facultades, con los nombres de Departamento I al Departamento V, cada uno de estos se divide a su vez en varios centros o institutos.